# Franc Vončina
Franc Vončina, duhovnik, kulturni delavec, * 7. junij 1937, Trst, † 30. marec 2021, Padriče (Trst).

## Življenje in delo
Rodil se je v Trstu, oče je bil Franc, mizar, mati Katerina (rojena Pegan), gospodinja. Osnovno šolo je obiskoval v Rojanu, slovensko nižjo srednjo šolo pri Sv. Jakobu v Trstu, nato se je vpisal na slovenski znanstveni licej F. Prešeren, kjer je maturiral leta 1957. Po maturi je vstopil v bogoslovje in posvetili so ga v duhovnika 29. junija 1963. Bil je zadnji tržaški slovenski duhovnik, ki so ga posvetili v Trstu.
Franc Vončina je stalno deloval med slovenskimi verniki v tržaški pokrajini: najprej je kot kaplan služboval v Bazovici, nato pri Sv. Jakobu v Trstu in kasneje na Opčinah, od leta 1969 do leta 1982 je bil najprej župnijski upravitelj, nato pa je kot župnik vodil župnijo v Mačkoljah. Leta 1982 je bil imenovan za župnika v Boljuncu, kjer je ostal do leta 2003. Nato so ga premestili v Rojan, kjer je ostal skoraj do smrti in je vsako nedeljo daroval slovensko sv. mašo, ki jo predvajajo po valovih Radia Trst A. Istočasno je skrbel tudi za slovenske vernike v Barkovljah. Od devetdesetih let prejšnjega stoletja je opravljal tudi funkcijo vikarja za slovenske vernike tržaške škofije.
Franc Vončina si je zelo prizadeval za poživitev verskega življenja med Slovenci na Tržaškem, sodeloval pri pripravi in izvedbi drugega tržaškega škofijskega zborovanja, bil je blizu slovenskim skavtom in nasploh skavtski organizaciji, saj je vodil mnogo duhovnih vaj za celotno organizacijo SZSO. Zelo se je zanimal za novejše tehnologije in računalništvo nasploh ter je zagnal spletno stran za slovenske vernike www.oglas.it. Mnogo let je bil tudi učitelj po slovenskih šolah v zamejstvu in dober katehet, skrbel je tudi za Marijin dom družbe Marije Milostljive v Trstu. Pisal je za Katoliški glas in kasneje za Novi glas, skrbel je, da je vsako soboto po slovenskem programu, ki ga oddaja RAI, televizijska oddaja Utrip evangelija.